# Mostra de Venise 2008
La Mostra de Venise 2008 — ou la 65e édition de la Mostra de Venise ou encore la 65e édition du Festival international du film de Venise (en italien : 65ª edizione della Mostra internazionale d'arte cinematografica) — est un festival de cinéma international qui s'est tenu à Venise en Italie du 27 août au 6 septembre 2008.
Le festival a été dédié au réalisateur Youssef Chahine.
C'est le film Burn After Reading des frères Coen qui a été présenté en ouverture.

## Jury
- Jury officiel : Wim Wenders (president, Allemagne), John Landis (USA), Valeria Golino (Italie), Johnnie To (Hong Kong), Iouri Arabov (Russie), Douglas Gordon (Grande-Bretagne), Lucrecia Martel (Argentine).
- Jury du premier film (prix Luigi de Laurentiis) : Abdellatif Kechiche (président, France), Alice Braga (Brésil), Gregory Jacobs (USA), Donald Ranvaud (USA), Heidrun Schleef (de) (Italie).
- Jury de la section Horizons : Chantal Akerman (présidente), Nicole Brenez, Barbara Cupisti, José Luis Guerin et Veiko Õunpuu.
- Jury de la section Courts très courts : Amos Poe (president), Gianni Rondolino et Joana Vicente.

Parmi les jurés de la sélection officielle, trois ont été membres du jury à Cannes. Lucrecia Martel, en 2006 sous la présidence de Wong Kar-wai ; Johnnie To, en 2011 sous la présidence de Robert De Niro ; et Valeria Golino, en 2016 sous la présidence de George Miller. Lucrecia Martel sera présidente du jury de la Mostra de Venise 2019.

## Films en compétition
- A Perfect Day (it) de Ferzan Ozpetek
- Achille et la Tortue de Takeshi Kitano
- Birdwatchers de Marco Bechis
- The Burning Plain de Guillermo Arriaga
- Inland de Tariq Teguia
- Démineurs (Hurt Locker) de Kathryn Bigelow
- Il papà di Giovanna de Pupi Avati
- Il seme della discordia de Pappi Corsicato
- Inju : la Bête dans l'ombre de Barbet Schroeder
- Jerichow de Christian Petzold
- L'Autre de Pierre Trividic & Patrick Mario Bernard
- Nuit de chien de Werner Schroeter
- Soldat de papier d'Alexei German Jr
- Plastic city de Yu Lik-wai
- Ponyo de Hayao Miyazaki
- Rachel se marie de Jonathan Demme
- The Sky Crawlers de Mamoru Oshii
- Süt de Semih Kaplanoglu
- Teza de Hailé Gerima
- Vegas: Based on a True Story d'Amir Naderi
- The Wrestler de Darren Aronofsky

### Orizzonti (Nouveaux horizons)
- Antonioni su Antonioni de Carlo Di Carlo (Italie)
- Below Sea Level de Gianfranco Rosi (Italie/US)
- A Erva do Rato de Julio Bressane & Rosa Dias  (Brésil)
- L'Exil et le Royaume (film)  d'Andrei Schtakleff & Jonathan Le Fourn (France)
- La fabbrica dei tedeschi de Mimmo Calopresti (Italie)
- Los Herederos : Les Héritiers d'Eugenio Polgovsky (Mexique)
- Melancholia de Lav Diaz (Philippines)
- In Paraguay de Ross McElwee (U.S.)
- Puisque nous sommes nés de Jean-Pierre Duret & Andrea Santana (France/Brésil)
- Soltanto un nome nei titoli di testa de Daniele Di Biasio (Italie)
- ThyssenKrupp Blues de Pietro Balla & Monica Repetto (Italie)
- Valentino: The Last Emperor (documentaire) de Matt Tyrnauer (U.S.)
- Venezia '68 (documentary) d'Antonello Sarno, Steve Della Casa (Italie)
- Verso Est de Laura Angiulli (Italie/Bosnie)
- Wo men de Huang Wenhai (Chine/Suisse)
- Z32 d'Avi Mograbi (Israël/France)
- Khastegi  de Bahman Motamedian (Iran)

## Palmarès

### Palmarès officiel
- Lion d'or : The Wrestler de Darren Aronofsky
- Grand Prix du Jury : Teza de Hailé Gerima
- Lion d'argent du meilleur réalisateur : Alexei German Jr pour Soldat de papier
- Coupe Volpi pour la meilleure interprétation féminine : Dominique Blanc pour L'Autre de Pierre Trividic & Patrick Mario Bernard
- Coupe Volpi pour la meilleure interprétation masculine : Silvio Orlando pour Il papà di Giovanna de Pupi Avati
- Osella d'argent du meilleur scénario : Hailé Gerima pour Teza
- Osella d'argent de la meilleure contribution artistique : Soldat de papier d'Alexei German Jr (pour la photographie)
- Prix Marcello-Mastroianni (révélation d'un jeune acteur ou d'une jeune actrice) : Jennifer Lawrence pour Loin de la terre brûlée de Guillermo Arriaga
- Prix du meilleur premier film (Prix Luigi De Laurentiis) : Gianni Di Gregorio pour Le Déjeuner du 15 août (Pranzo di ferragosto)
- Lion d'Or pour la carrière : Ermanno Olmi
- Lion spécial du jury : Wernet Schroeter, venu présenter Nuit de chien

### Autres prix
- Prix Robert-Bresson (décerné par l'Église catholique) : Daniel Burman